# Gryllacris obscura
Gryllacris obscura är en insektsart som beskrevs av Brunner von Wattenwyl 1888. Gryllacris obscura ingår i släktet Gryllacris och familjen Gryllacrididae.

## Underarter
Arten delas in i följande underarter:
- G. o. cambodiae
- G. o. robustior
- G. o. bancana
- G. o. obscura